# Menhir von Büchel
Der Menhir von Büchel (auch als Der Lange Stein bezeichnet) ist ein Menhir in Büchel im Landkreis Sömmerda in Thüringen.

## Lage
Der Stein soll ursprünglich auf einem Oelberg bei Büchel gestanden haben. Nach dem Ersten Weltkrieg wurde er in den Ort auf den Dorfplatz umgesetzt, wo er zum Kriegerdenkmal umfunktioniert wurde.
„Das Wahrzeichen der Bücheler Dorfflur war der Lange Stein, den die Etzleber die Lange Else nannten. Man sah ihn noch vor hundert Jahren, wie auch der Etzleber Ortspfarrer August Friedrich Brauer ums Jahr 1825 berichtet. Der lange Stein stand dort, wo die Fluren der drei Dörfer Büchel, Etzleben und Schillingstedt zusammenstoßen, also westlich vom Hopfenberg, auf dessen Kuppe man einmal zwei urzeitliche Grabstätten aufdeckte. An dieser Stelle, wo die Etzleber Flur „die Aschländer“ sich befindet, hat der Stein gestanden.“ ... „Bezeichnend ist die Lage des Langen Steins an einer alten Heerstraße, die Norddeutschland mit Thüringen verband.“

## Beschreibung
Der Menhir besteht aus Sandstein. Er hat eine Höhe von 240 cm, eine Breite von 160 cm und eine Tiefe von 50 cm. Er ist plattenförmig und verjüngt sich nach oben hin trapezförmig. Der Stein besitzt eine stark verwitterte Oberfläche. Bei seiner Umsetzung auf den Dorfplatz wurde er in einen Sockel eingefasst. Auf beiden Langseiten sind Gedenktafeln mit den Namen von Gefallenen angebracht worden. Die Vorderseite weist zusätzlich ein Eisernes Kreuz im Lorbeerkranz auf.

## Der Menhir in geschichtlichen Quellen
Nach einer Urkunde vom 12. Mai 1255 hielten die Grafen von Beichlingen ein Gericht zum langen Stein bei Büchel (in plebiscito ad Lapidem longum iuxta Buchelde).